# Tamás Bujkó
Tamás Bujkó, (* 2. prosince 1962 v Maďarsku – 21. března 2008 v Londýně, Spojené království) byl maďarský zápasník – judista.

## Sportovní kariéra
Judu se věnoval od 14 let v klubu Újpesti Dózsa v Budapešti. Po úspěších mezi juniory se stal v roce 1983 stabilním členem maďarské seniorské reprezentace. V roce 1988 startoval na olympijských hrách v Soulu a obsadil 5. místo, když ve čtvrtfinále vyřadil Pavla Petřikova st.. Po olympijských hrách v Soulu ho z pozice reprezentační jedničky odsunul krajan József Csák. Sportovní kariéru ukončil po nevydařené nominaci na olympijské hry v Barceloně.
Po skončení sportovní kariéry se věnoval podnikání, ve kterém neuspěl. V roce 2004 odjel za prací do Londýna. Zemřel násilnou smrtí v roce 2008.

## Výsledky
| Turnaj             | 1981       | 1982       | 1983       | 1984           | 1985           | 1986           | 1987           | 1988           |
| Turnaj             | 19         | 21         | 20         | 22             | 23             | 24             | 25             | 26             |
| Turnaj             | superlehká | superlehká | superlehká | pololehká váha | pololehká váha | pololehká váha | pololehká váha | pololehká váha |
| ------------------ | ---------- | ---------- | ---------- | -------------- | -------------- | -------------- | -------------- | -------------- |
| Olympijské hry     |            |            |            | —              |                |                |                | 5.             |
| Mistrovství světa  | —          |            | 2.         |                | 3.             |                | 3.             |                |
| Mistrovství Evropy | —          | —          | 7.         | —              | úč.            | 7.             | 3.             | ?              |
| ME juniorů         | 1.         |            |            |                |                |                |                |                |